# Сентер (Тексас)
Сентер (енгл. Center) град је у америчкој савезној држави Тексас. По попису становништва из 2010. у њему је живело 5.193 становника.

## Демографија
Према попису становништва из 2010. у граду је живело 5.193 становника, што је 485 (8,5%) становника мање него 2000. године.
| Група             | 2000.         | 2010.         |
| Белци             | 2.649 (46,7%) | 2.030 (39,1%) |
| Афроамериканци    | 1.943 (34,2%) | 1.721 (33,1%) |
| Азијати           | 26 (0,5%)     | 41 (0,8%)     |
| Хиспаноамериканци | 1.025 (18,1%) | 1.355 (26,1%) |
| Укупно            | 5.678         | 5.193         |